# NGC 2074
NGC 2074 là một tinh vân phát xạ cường độ ~ 8 trong Tinh vân Tarantula nằm trong chòm sao Kiếm Ngư. Nó được phát hiện vào ngày 3 tháng 8 năm 1826 bởi James Dunlop và khoảng năm 1835 bởi John Herschel. Nó được mô tả là "khá sáng, khá lớn, mở rộng ra nhiều, và có 5 sao tham gia".

## Khám phá
Một số đối tượng được Herschel liệt kê trước năm 1847 không có ngày khám phá được liệt kê và NGC 2074 là một trong số đó. Mặc dù việc đưa nó vào danh mục các vật thể được quan sát trong Đám mây Magellan Lớn bao gồm các quan sát được thực hiện trong khoảng thời gian từ ngày 2 tháng 11 năm 1836 đến ngày 26 tháng 3 năm 1837 cho thấy nó không được phát hiện muộn hơn thế.

## Vị trí
NGC 2074 nằm khoảng 170.000 năm ánh sáng (1,1×1010 AU) đi. Khu vực này có rất nhiều tạo sao thô, có thể được kích hoạt bởi vụ nổ siêu tân tinh gần đó và nằm trên rìa của đám mây phân tử tối, là nơi ươm mầm cho sự ra đời của những ngôi sao mới.<